# Cataulacus horridus
Cataulacus horridus är en myrart som beskrevs av Smith 1857. Cataulacus horridus ingår i släktet Cataulacus och familjen myror. Inga underarter finns listade.